# 1995 GZ8
1995 GZ8 är en asteroid i huvudbältet som upptäcktes den 4 april 1995 av de båda japanska astronomerna Seiji Ueda och Hiroshi Kaneda i Kushiro.
Asteroiden har en diameter på ungefär 5 kilometer.